# Éléonore Jean Nicolas Soleil
Éléonore Jean Nicolas Soleil (Cherbourg, 6 gennaio 1767 – Octeville, 11 marzo 1824) è stato un militare francese, capitano di vascello della Marina militare francese fu comandante della fregata Diane durante la battaglia battaglia del Nilo (1798).

## Biografia
Nacque a Cherbourg il 6 gennaio 1767, figlio di un chirurgo in una famiglia appartenente alla borghesia della città. Nel 1783 iniziò a navigare su una nave mercantile, e il 14 agosto 1785 si arruolò nella marine royale prestando servizio sulla gabarra La Boulonnaise, prima di tornare alla navigazione mercantile.
Nell'agosto del 1789 si arruolò come marinaio volontario a bordo del vascello da 64 cannoni Brillant, ritornando alla navigazione commerciale nel 1790.
Il 1º aprile 1793 si unì alla marina rivoluzionaria come guardiamarina di prima classe, prestando servizio nuovamente sul Brillant. Nel febbraio 1794 fu promosso alfiere e prestò servizio sul vascello da 74 cannoni Généreux dal mese successivo.
Venne promosso tenente di vascello il 21 ottobre 1794 e capitano di fregata il 21 marzo 1796, servendo come secondo in comando sul Généreux. Nel luglio 1796 venne assegnato a prestare servizio sul vascello da 80 cannoni Formidable.
Nel maggio 1798 gli fu affidato il comando della fregata Diane su cui alzava la sua insegna il contrammiraglio Denis Decrès, comandante della divisione fregate della squadra navale al comando del viceammiraglio François-Paul Brueys D'Aigalliers. Prese parte alla battaglia del Nilo, riuscendo poi a fuggire a Malta con la sua nave. Nell'agosto 1800, mentre l'assedio all'isola si avvicinava alla conclusione e Malta stava per cadere nelle mani degli inglesi, gli fu ordinato di tornare in Francia. La Diane fu tuttavia intercettata dalle navi del blocco britannico e catturata dalla Success, dalla Northumberland  e dalla Genereux.
Tornato in Francia fu sottoposto a corte marziale per la perdita della sua nave, come in uso all'epoca per casi simili, e dichiarato innocente. Fu quindi assegnato brevemente al vascello da 74 cannoni Union prima di assumere il comando della fregata Volontaire. Promosso capitano di vascello nel settembre 1803 gli fu assegnato il comando della fregata Hermione. Nel maggio 1804 assunse il comando del Lion da 74 cannoni nella spedizione di Allemand del 1805.
.
Nel settembre 1806 gli fu dato il grado di commodoro e il comando di una squadra di 5 fregate e 2 corvette nell'Atlantico, alzando la sua bandiera sulla Gloire. Lo squadra era diretto alla Martinica, con a bordo un'unità dell'esercito forte di 1600 uomini, insieme a munizioni e altri equipaggiamenti militari. Il 25 settembre 1806 quattro navi di linea al comando di Sir Samuel Hood li incontrarono e intercettarono le navi francesi, portando all'azione del 25 settembre 1806 al largo di Rochefort. Quattro delle fregate francesi, tra cui la Gloire, venne catturate ed egli fu fatto prigioniero dal capitano William Lukin del Mars. Scambiato con prigioniero inglesi nel settembre 1807, gli fu poi dato il comando del vascello Pultusk da 74 cannoni (28 febbraio-28 marzo 1809) e quindi dell'Anversois sempre da 74 cannoni (28 marzo 1809-ottobre 1814).
Dall'ottobre 1814 all'8 ottobre 1815 prestò servizio come comandante del porto di Cherbourg. Si ritirò a vita privata nel gennaio 1816 e si spense l'11 marzo 1824.

### Fonti
1. 1 2 3 4 5 6 7 8 9 10 11 12 13 14 15 16 17 18 19  Leonore.
2. ↑  Battesti 1998, p. 24, con lui vi entrarono anche i futuri partecipanti alla battaglia di Aboukir:Maurice Gillet, Jean François Timothée Trullet, Pierre Jean Stadelet, Pierre Paul Racord, Georges Saunier, Louis Léonce Trullet, Jean Villeneuve, e Pierre Philippe Cambon.
3. ↑  James 1886, p. 178.
4. ↑  James 1886, p. 194.
5. ↑  James 1886, p. 444.
6. ↑  James 1902, p. 175.
7. ↑  James 1902, p. 176.
8. ↑  James 1902, p. 177.